# Shenzhou 19
Ten artykuł dotyczy trwającego wydarzenia. Informacje w nim zamieszczone mogą się zmienić lub zdezaktualizować wraz z postępem zdarzenia, a początkowe doniesienia mogą być niepewne. Ostatnie zmiany tego artykułu mogą nie odzwierciedlać najbardziej aktualnych informacji.
Shenzhou 19 – chiński lot kosmiczny do stacji kosmicznej Tiangong.

## Załoga
| Pozycja | Tajkonauta                                 |
| ------- | ------------------------------------------ |
| Dowódca | Cai Xuzhe, CNSA Drugi lot kosmiczny        |
| Pilot   | Song Lingdong, CNSA Pierwszy lot kosmiczny |
| Pilot   | Wang Haoze, CNSA Pierwszy lot kosmiczny    |